# Уралов, Владимир Александрович
 Владимир Александрович Уралов (род. 17 мая 1932 г., Харьков) — советский инженер-ракетостроитель, Главный конструктор систем управления ракет стратегического назначения НПО «Электроприбор» (Хартрон).

## Биография
Окончил Харьковский политехнический институт в 1956 г., и с этого же года начал работу на Харьковском заводе им. Шевченко. После создания ОКБ-692 пришел на предприятие на должность старшего техника. Участвовал в создании боевых ракетных комплексов стратегического назначения. С 1971 года — заместитель главного конструктора, с 1974 года — главный конструктор направления, с 1983 года — Главный конструктор систем управления ракет стратегического назначения. Был главным конструктором систем управления ракет 15А30
, 15А35 и 15А18М, которые до сих пор стоят на вооружении в Российской Федерации, а также межконтинентальной крылатой ракеты 3М-25 «Метеорит» для старта с подводных лодок, самолётов ТУ-95МС и наземных пусковых установок, которая оснащалась системой наведения по радиолокационным картам местности (цифровым) не принятой на вооружение из-за распада СССР.
Участвовал в боевых действиях во время Великой Отечественной войны в качестве воспитанника 70-го батальона 14 штурмовой бригады 2-го Украинского фронта. Награждён Орденом Отечественной войны и Орденом «За мужество» III степени, многими медалями.
Лауреат Ленинской премии (1976 г.), Лауреат Государственной премии СССР (1989 г.). Награждён Орденом Трудового Красного Знамени, Медалью имени академика Челомея В. Н, Медалью имени академика Янгеля М. К. и другими правительственными наградами СССР.